# Виктория (контейнеровоз)
Виктория (Victoria) — судно-контейнеровоз регистровой вместимостью 1678 TEU, владельцем которого является компания Linda ShipInvest GmbH & Co KG. Ходит под португальским флагом, порт регистрации — Мадейра. Зафрахтовано немецкой компанией Peter Döhle Schiffahrts.

## Инцидент с перевозкой оружия

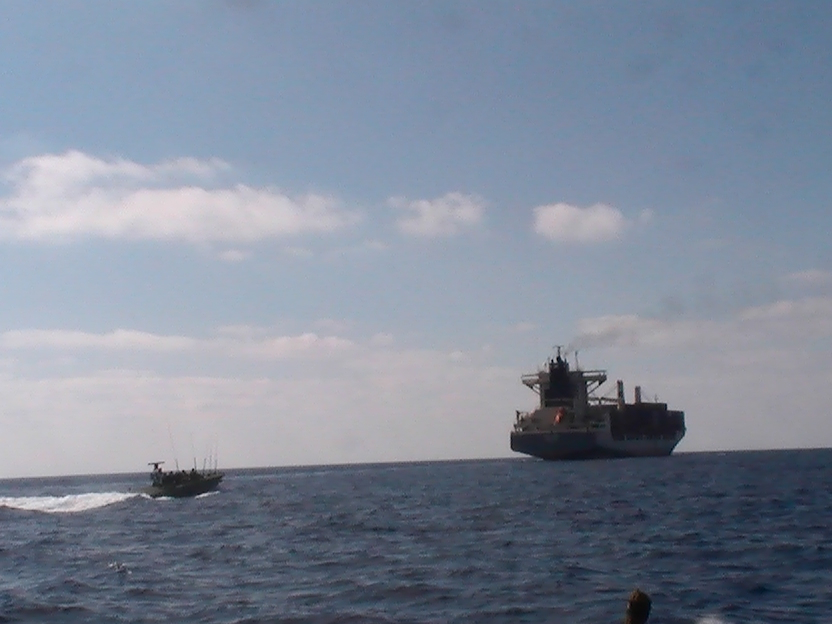
Задержание «Виктории» израильскими ВМС

15 марта 2011 года судно, на тот момент ходившее под либерийским флагом и принадлежавшее французской компании CMA CGM, было задержано ВМС Израиля по пути из турецкого порта Мерсин в египетский порт Александрия, в 200 морских милях от берега Израиля. Команда контейнеровоза не оказала сопротивления при задержании. После предварительного обыска судно было направлено для расследования в порт Ашдод.
Операция по захвату судна под кодовым наименованием «Железный закон» (ивр. חוק ברזל‎ Хок барзе́ль) была проведена под руководством Командующего ВМС Израиля Элиэзера Марома израильским спецподразделением «Шайетет 13» при поддержке самолётов IAI Westwind из морского отряда 120-й эскадрильи ВВС Израиля.
При обыске на судне был обнаружен скрытый на нём 50-тонный груз оружия: 230 120-мм артиллерийских мин, 2270 60-мм миномётных мин, 6 противокорабельных ракет C-704, 2 радиолокационные станции производства Великобритании и 2 грузоподъёмных крана для них, 2 гранатомёта и 66960 патронов для 7,62-мм автомата Калашникова. К ракетам были приложены руководства на персидском языке.

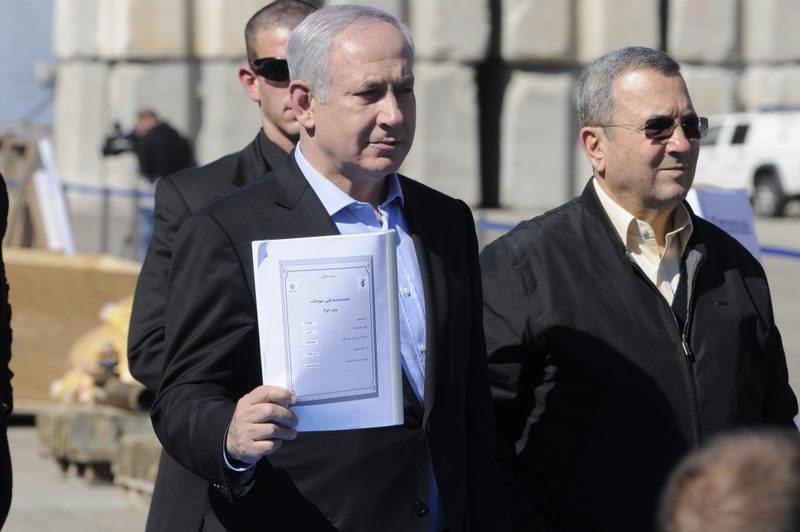
Премьер-министр Израиля Биньямин Нетаньяху представляет иранскую документацию, захваченную на судне

Представители Армии обороны Израиля указали на доказательства иранского происхождения оружия, вероятно погруженного на судно в сирийском порту Латакия до захода в порт Мерсин, и выступили с предположением, что груз боеприпасов был предназначен для организации «Хамас», стоящей у власти в секторе Газа. При этом подчёркивалась непричастность Турции к захваченному грузу.
В комментарии премьер-министра Израиля Биньямин Нетаньяху было указано, что инцидент является доказательством обоснованности морской блокады сектора Газа Израилем. Во время инспекции оружия в порту Нетаньяху заявил: «Израиль продолжит задерживать подозрительные суда в Средиземном море в попытке сломать террористическую ось, тянущуюся из Ирана и угрожающую жизни израильских граждан».
Израильский военный аналитик Рон Бен-Ишай высказал мнение, что предоставление подобного груза оружия противникам Израиля могло бы значительно укрепить их стратегическую позицию.
С указанием на причастность Сирии и Ирана к грузу оружия выступил также Президент Израиля Шимон Перес, призвавший сирийцев обратиться на путь мирных переговоров с Израилем.

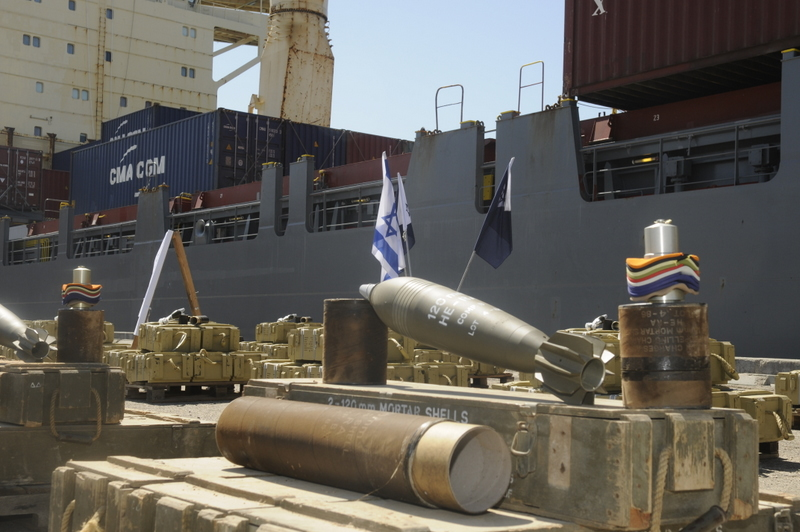
Разгруженные с судна боеприпасы

Главнокомандующий армии Ирана, генерал-майор Атаолла Салехи, отверг в своём выступлении обвинения в причастности Ирана к перевозке оружия, заявив: «Израиль — это режим, основанный на лжи, а потому оттуда постоянно исходят ложь и фабрикации». К опровержению присоединился также министр обороны Ирана Ахмад Вахиди.
Представитель организации «Хамас» также отверг утверждение о заявленном пункте назначения оружия, назвав израильское заявление пропагандистским шагом, предназначенном нанести ущерб репутации «Хамаса».
Комментируя инцидент, пресс-секретарь Госдепартамента США выразил осуждение практики незаконного перевоза оружия и напомнил о запрете на экспорт оружия, наложенного на Иран резолюциями ООН.
17 марта, после разгрузки оружия, судну и его экипажу, вероятно непричастному к грузу оружия, было разрешено продолжить плавание.
Вследствие инцидента представитель Израиля в ООН подал официальную жалобу против Ирана в Совета Безопасности ООН. Американский конгрессмен Майк Коневей обратился также в Госдепартамент и в Министерство финансов США с требованием привлечь к ответственности владельца судна, компанию CMA CGM, за нарушение санкций ООН в отношении сотрудничества с Ираном; вскоре после этого Министерство финансов США опубликовало решение оштрафовать компанию за нарушение торгового эмбарго против Кубы, Судана и Ирана в период с 2004 по 2008 год.